# Салазар, Кен
Кеннет Ли «Кен» Салазар (англ. Kenneth Lee "Ken" Salazar; род. 2 марта 1955, Аламоса, Колорадо, США) — американский политик. Министр внутренних дел США (с 2009 по 2013). Сенатор США от штата Колорадо, член Демократической партии.
Младший брат члена Палаты представителей США Джона Салазара.

## Биография
Кеннет «Кен» Ли Салазар (Kenneth «Ken» Lee Salazar) родился 2 марта 1955 года в городе Аламоса, штат Колорадо. Его часто причисляют к латино-американцам, однако у него испанские корни: предки Салазара поселились в Северной Америке ещё в XVI веке, до образования США. Детство Салазар провёл в пятистах километрах от Денвера — на ранчо в долине Сан Луис, которое принадлежало его родителям: Генри (Henry) и Эмме (Emma) Салазарам, бывшим кадровым военным. Салазар рос вместе с семью братьями и сёстрами. На ранчо не было водоснабжения, телефона и электричества, однако родители смогли дать детям хорошее образование: все их сыновья и дочери поступили в колледж.
В 1973 году Салазар окончил школу Centauri High School и поступил в семинарию Святого Франциска (St. Francis Seminary), но затем перевёлся в Колорадский колледж (Colorado College), где в 1977 году получил степень бакалавра по политологии. В 1981 году он защитился на степень доктора права в юридической школе Университета Мичигана (University of Michigan Law School). Позже он получил почётные степени доктора права Колорадского колледжа в 1993 году и Денверского университета (University of Denver) в 1999 году.
С 1981 по 1986 год Салазар занимался юридической практикой в фирме Sherman & Howard в Денвере, специализировался на водном законодательстве. В 1986 году он стал главным юридическим советником губернатора Колорадо Роя Ромера (Roy Romer). В 1990 году Салазар был назначен исполнительным директором министерства природных ресурсов штата Колорадо. В 1994 году Салазар вернулся к юридической практике и до 1998 года работал в фирме Parcel, Mauro & Spaanstra.
В 1998 году Салазар был избран генеральным прокурором штата Колорадо, переизбирался в 2002 году. На этом посту он много внимания уделял вопросам борьбы с уголовными преступлениями, а также занимался земельным и водным законодательством и природопользованием. На посту генерального прокурора Салазар нередко конфликтовал с республиканским руководством штата из-за назначений судей.
В 2004 году Салазар баллотировался на выборах в Сенат США от Демократической партии в штате Колорадо и победил в ноябре того же года кандидата-республиканца, пивного магната Пита Курса (Pete Coors), заняв пост в Сенате в январе 2005 года. Он стал первым сенатором с испанскими корнями, которого выбрали в Сенат не в штате Нью-Мексико. В Сенате Салазар работал в финансовом комитете, а также был членом комитетов по сельскому хозяйству, энергетике и природным ресурсам, этике, делам ветеранов и престарелых. Салазар заслужил репутацию центриста, прагматика. Он умело лавировал между интересами организаций по защите окружающей среды и компаний, занимавшихся добычей полезных ископаемых: благодаря своей осторожной позиции он пользовался хорошим отношением обеих сторон. В Сенате Салазар, будучи демократом, избегал конфликтов и с республиканцами. Салазар поддерживал программу по реабилитации ветеранов войны в Ираке, голосовал за выдачу дополнительных субсидий фермерам и за реформу иммиграционного законодательства, выступал за постепенное наращивание добычи нефти и газа на территории штата Колорадо с условием принятия мер по защите экологии и сохранению земель, находившихся в государственной собственности. Кроме того, Салазар призывал к скорейшему выводу войск из Ирака.
В Сенате Салазар сблизился с сенатором от штата Иллинойс Бараком Обамой (они были соседями по дому). Салазар активно поддерживал Обаму во время его президентской кампании, агитировал за него в Колорадо и Нью-Мексико.
После победы Обамы на президентских выборах в ноябре 2008 года Салазар работал советником в его переходной команде, а затем был назван кандидатом на пост министра внутренних дел США. Как известно, это ведомство отвечает за использование земель, в частности, национальных парков. Салазар без дебатов был утверждён Сенатом на посту министра 20 января 2009 года, сразу после инаугурации Обамы. Среди основных задач Салазара на посту министра пресса называла борьбу с всемирным потеплением и обеспечение энергетической независимости США. После вступления в должность Салазар заявил о намерении изменить к лучшему имидж министерства, которое упрекали в том, что оно занимается только западными областями США.
Известно, что Салазар называл сокращение зависимости страны от иностранных поставок нефти важнейшей задачей для США, а также поддерживал развитие альтернативных источников энергии.
Салазар женат, его супругу зовут Хоуп (Hope), у них две дочери Андреа (Andrea) и Милинда (Milinda) и одна внучка Мирея (Mireya). До избрания в Сенат Салазар вместе с женой владел сетью прачечных Dairy Queen и двумя радиостанциями в Колорадо. Старший брат Салазара — Джон (John) также является известным политиком, конгрессменом. Ходили слухи о том, что Обама выдвинет его на пост министра сельского хозяйства, однако этот пост достался Тому Вилсэку (Tom Vilsack).
Среди увлечений Салазара пресса называла баскетбол.